# William John Gillespie
William John Gillespie, kanadski letalski častnik, vojaški pilot in letalski as, * 20. marec 1897, Daysland, Alberta, † 6. avgust 1967.
Poročnik Gillespie je v svoji vojaški službi dosegel 5 zračnih zmag.

## Življenjepis
Med prvo svetovno vojno je bil sprva pripadnik 74. rezervnega bataljona Kanadske ekspedicijske sile, nato pa je bil poleti 1917 premeščen k Kraljevemu letalskemu korpus.
11. decembra istega leta je bil dodeljen 41. eskadronu. Do 18. avgusta 1918, ko je bil sprejet v bolnišnico zaradi pljučnice, je sestrelil 5 zračnih zmag s S.E.5a.

## Odlikovanja
- Croix de Guerre s palmo